# Evasio Colli
Evasio Colli (Lu, 9 maggio 1883 – Parma, 13 marzo 1971) è stato un arcivescovo cattolico italiano.

## Biografia
Fu ordinato sacerdote nella cattedrale di Casale Monferrato il 5 novembre 1905.
Fu parroco di Occimiano dal 1915 al 1927, anno della sua assunzione all'episcopato.
Il 30 ottobre 1927 è eletto vescovo di Acireale. Riceve la consacrazione episcopale nella cattedrale di Casale Monferrato il 20 novembre dello stesso anno.
Il 7 maggio 1932 è eletto 66º vescovo di Parma: prende possesso canonico della diocesi l'11 settembre dello stesso anno.
Oltre al ministero nella città emiliana, monsignor Colli per volontà di papa Pio XII ricoprì, negli anni delicati della guerra, l'incarico di Direttore Generale dell'Azione Cattolica dal 1939 al 1943.
Il 18 ottobre 1955, in occasione del 50º di sacerdozio, papa Pio XII lo nomina arcivescovo a titolo personale.
Il 14 gennaio 1966 ordina vescovo, nella cattedrale di Parma, Amilcare Pasini, dal 10 novembre 1966 amministratore apostolico "sede plena" della stessa diocesi di Parma.
Muore a Parma la sera di sabato 13 marzo 1971 all'età di 87 anni. È sepolto nel cimitero della Villetta di Parma.

## Genealogia episcopale e successione apostolica
La genealogia episcopale è:
- Cardinale Scipione Rebiba
- Cardinale Giulio Antonio Santori
- Cardinale Girolamo Bernerio, O.P.
- Arcivescovo Galeazzo Sanvitale
- Cardinale Ludovico Ludovisi
- Cardinale Luigi Caetani
- Cardinale Ulderico Carpegna
- Cardinale Paluzzo Paluzzi Altieri degli Albertoni
- Papa Benedetto XIII
- Papa Benedetto XIV
- Papa Clemente XIII
- Cardinale Marcantonio Colonna
- Cardinale Giacinto Sigismondo Gerdil, B.
- Cardinale Giulio Maria della Somaglia
- Cardinale Carlo Odescalchi, S.I.
- Cardinale Costantino Patrizi Naro
- Vescovo Emiliano Manacorda
- Vescovo Giovanni Andrea Masera
- Vescovo Albino Pella
- Arcivescovo Evasio Colli

La successione apostolica è:
- Vescovo Faustino M. Tissot, S.X. (1946)
- Vescovo Dante Battaglierin, S.X. (1956)
- Vescovo Augusto Fermo Azzolini, S.X. (1962)
- Vescovo Amilcare Pasini (1966)